# Księstwo płockie
Księstwo płockie – księstwo istniejące w części Mazowsza w latach 1233–1351 i 1370–1495.
Księstwo płockie zostało po raz pierwszy uformowane po wydzieleniu przez Konrada I mazowieckiego północnej części Mazowsza dla swojego syna, Bolesława I mazowieckiego. W latach 1247–1275 Mazowsze było ponownie zjednoczone, po czym podzielili je pomiędzy siebie bracia Konrad II czerski i Bolesław II mazowiecki, księstwo płockie przejął ten ostatni. W 1351 roku księstwo płockie podzielono pomiędzy Polskę i linię mazowiecką. W 1370 roku księstwo powróciło do książąt mazowieckich i w 1381 roku stało się znów samodzielnym władztwem. W 1462 roku dokonano ponownego podziału księstwa pomiędzy Polskę i Mazowsze, druga część przeszła pod władanie polskie ostatecznie w 1495 roku.

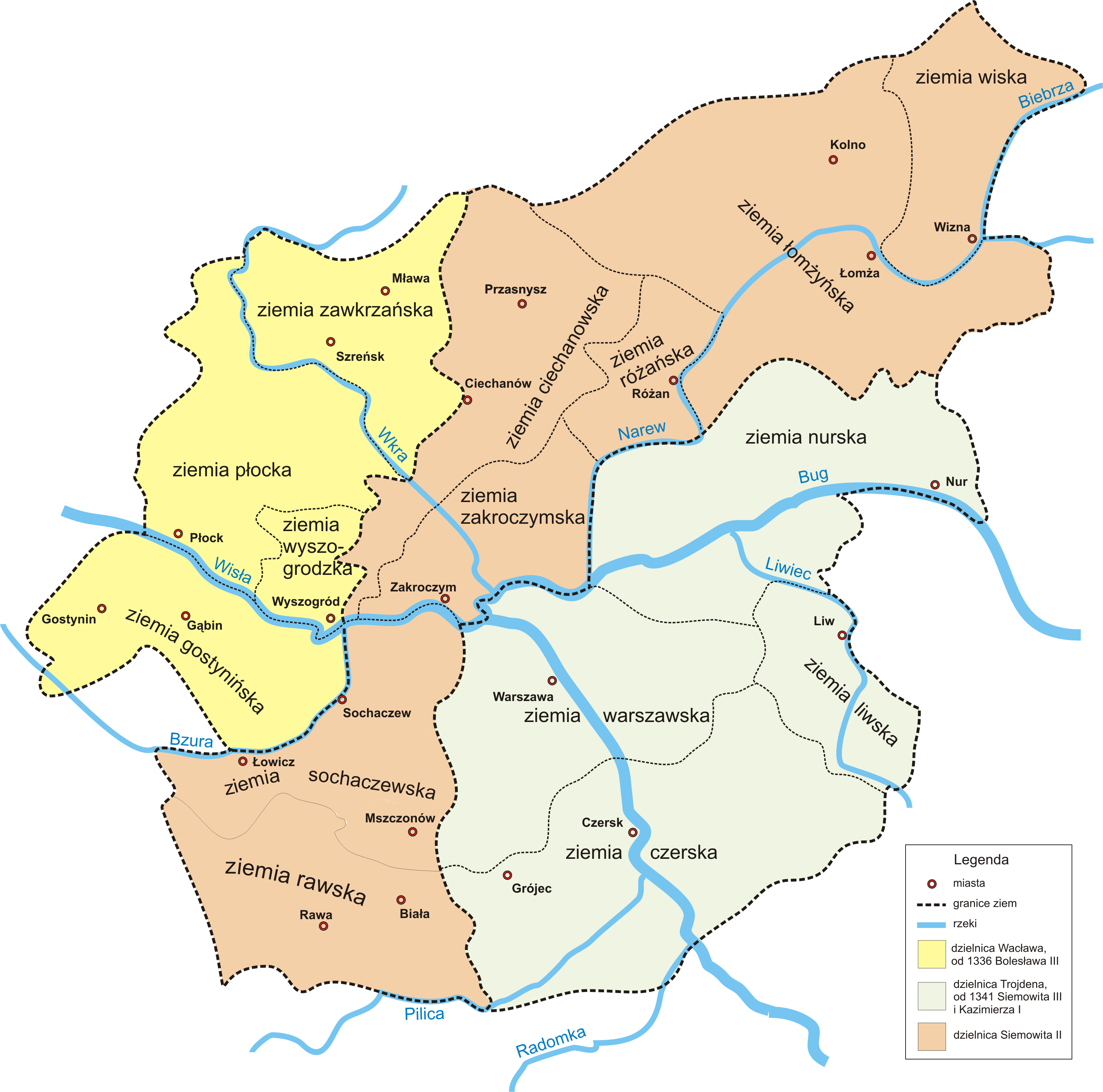
Mazowsze w latach 1313–1345

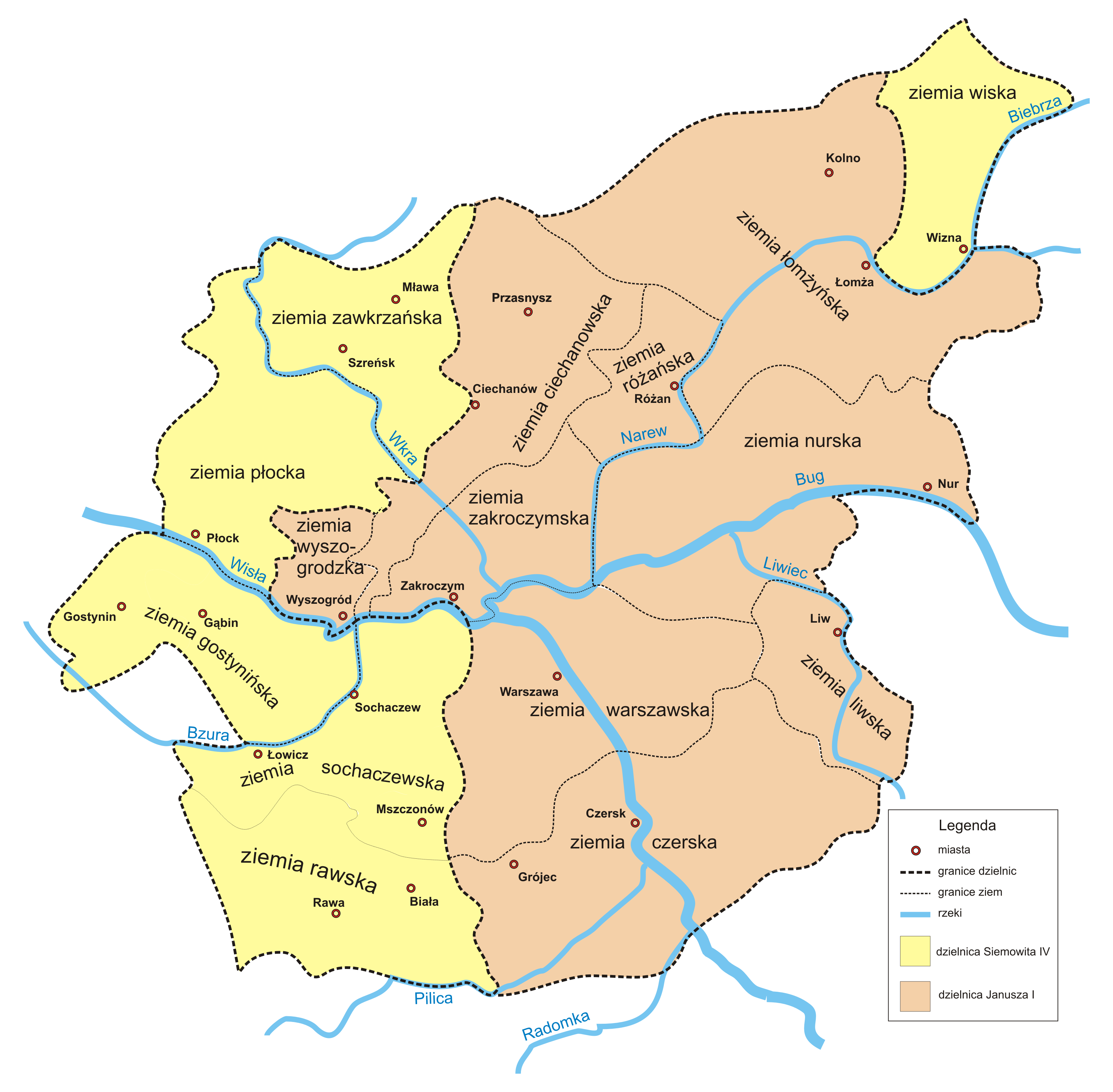
Mazowsze w 1381 roku